# Eulepidotis sylpha
Eulepidotis sylpha är en fjärilsart som beskrevs av Dyar 1914. Eulepidotis sylpha ingår i släktet Eulepidotis och familjen nattflyn. Inga underarter finns listade i Catalogue of Life.